# Mattawa (rzeka)
Mattawa – rzeka w kanadyjskiej prowincji Ontario. Dopływ Ottawy.
Wypływa z Trout Lake na wysokości 198,5 m n.p.m., płynie przez 65 km, uchodząc do Ottawy na wysokości 148 m n.p.m. Powierzchnia zlewni wynosi 1170 km². U ujścia rzeki znajduje się miasto Mattawa.
Rzeka była częścią ważnego szlaku handlowego, łączącego Rzekę Świętego Wawrzyńca z górnymi Wielkimi Jeziorami. W 1610 roku pierwszym Europejczykiem, który zobaczył Mattawę, był Étienne Brûlé. W późniejszych latach stała się ona również ważnym elementem szlaków handlarzy futrem.

## Ochrona przyrody
Od 1988 roku 43-kilometrowy odcinek Mattawy posiada status Canadian Heritage River. Nad rzeką znajdują się dwa parki prowincjalne: Mattawa River Provincial Park oraz Samuel de Champlain Provincial Park.